# Temnora zantus
Temnora zantus är en fjärilsart som beskrevs av Herrich-Schäffer 1854. Temnora zantus ingår i släktet Temnora och familjen svärmare. Inga underarter finns listade i Catalogue of Life.